# Centre de Documentació i d'Animació de la Cultura Catalana
El CEDACC o Centre de Documentació i d'Animació de la Cultura Catalana (CeDACC) és una mediateca especialitzada creada a la vila de Perpinyà el 1978 sota l'impuls de Josefina Matamoros, Empar Noguer i altres. Fou creada per les autoritats municipals per a treballar en favor de la cultura catalana. Conté més de 60.000 documents.

## Funcionament
El seu funcionament correspon al d'una mediateca especialitzada d'àmbit català. Una biblioteca contemporània per a adults amb 35.000 exemplars, una biblioteca del fons antic amb 5.000 exemplars, una biblioteca de pedagogia amb 2.000 llibres, una biblioteca infantil de 4.000 llibres, una secció de periòdics, una secció iconogràfica, una secció de documentació i una secció audiovisual amb 6.000 documents.
El CeDACC també organitza manifestacions culturals periòdiques (concurs escolar, premis literaris, cursos de català per a adults) o puntuals (organització d'espectacles, animacions infantils, exposicions sobre personatges catalans, sobre temes literaris o artístics).
El 2005 va rebre una subvenció de 80.000 euros de la Generalitat de Catalunya per al seu funcionament.